# 아메리카급 강습상륙함

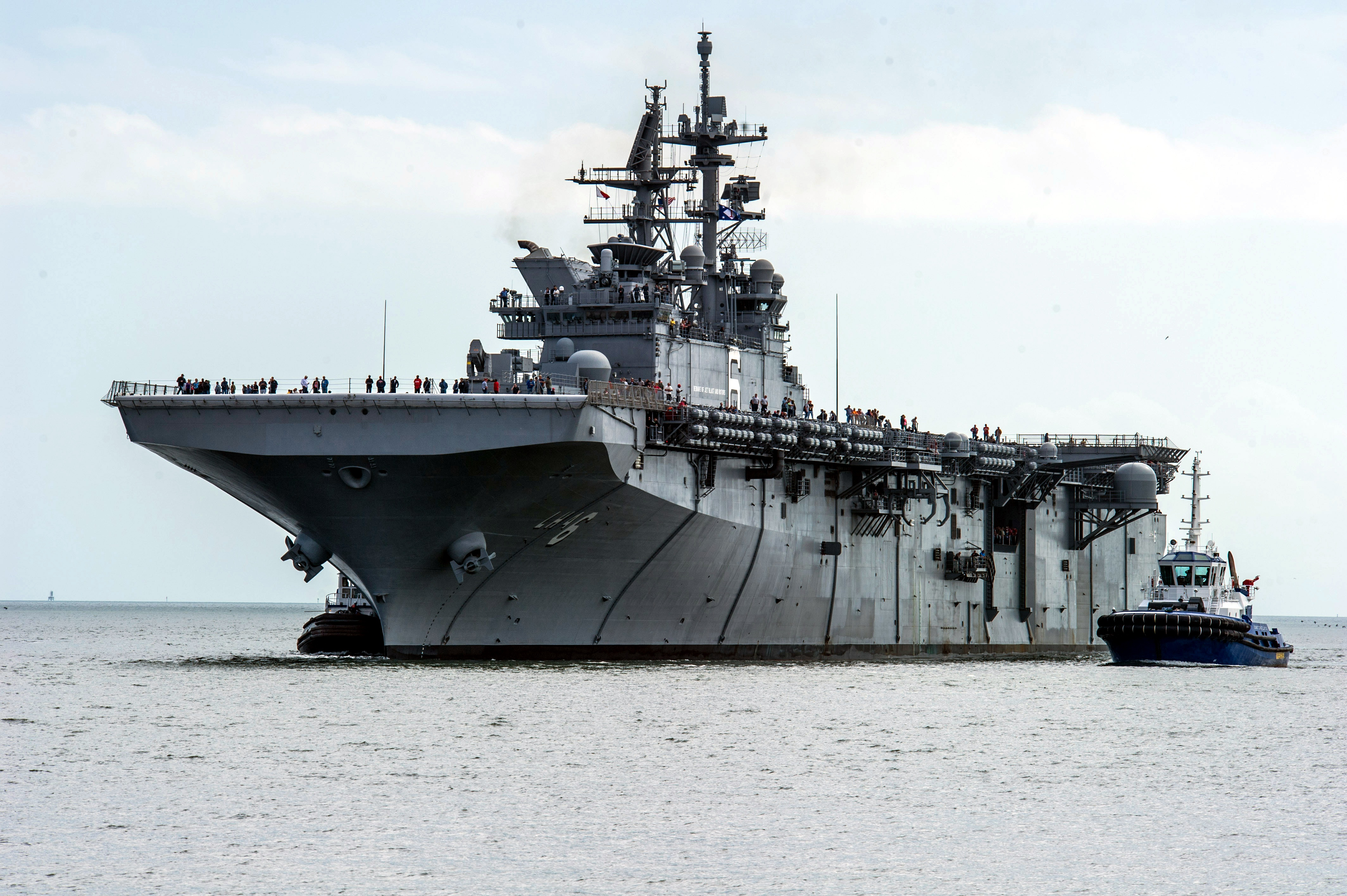

아메리카급 강습상륙함은 미국 해군의 강습상륙함(LHA)이다. 헬리콥터와 MV-22 오스프리 수직이착륙기를 이용해 병력을 상륙시킬 수 있다. 해리어 전투기, F-35B 스텔스 전투기, 공격 헬기를 탑재해 상륙작전을 지원한다. 타라와급 강습상륙함(LHD)을 대체한다.

## 디자인
와스프급 강습상륙함의 마지막함이자 성능개량형인 USS 마킨 아일랜드의 디자인을 기초로 한다.
일반적으로 함재기 탑재는, MV-22 오스프리 수직이착륙기 12대, F-35 라이트닝 스텔스 전투기 6대, CH-53K 대형수송헬기 4대, AH-1Z 바이퍼 공격헬기 7대, MH-60S 탐색구조헬기 2대를 탑재한다.

## 같이 보기
- USS 아메리카 (LHA-6)- 아메리카급 강습상륙함 1번함이다.